# Dino Armas

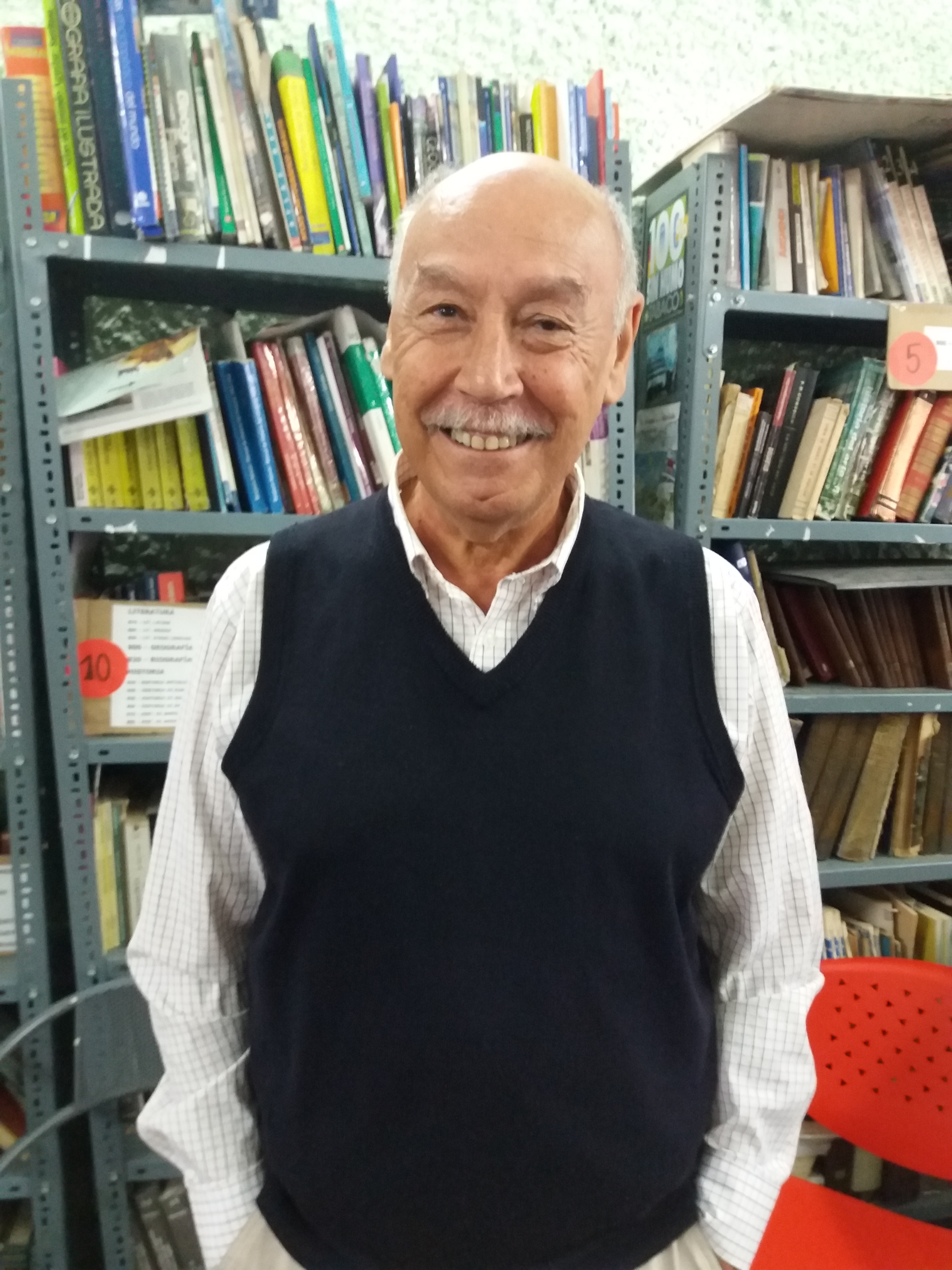
Dino Armas, 2018

Dino Armas (* 20. November 1941 in Montevideo, Uruguay) ist ein uruguayischer Theaterregisseur und Dramaturg.
Armas, seit 1972 als Lehrer tätig, schrieb neben zahlreichen Theaterstücken auch solche für das Kindertheater. Mehr als 80 Theateraufführungen fanden seit 1966 bis ca. 2003 auf Grundlage seiner Werke statt. Unter den Regisseuren, die sich seiner Stücke bedienten, waren beispielsweise Carlos Aguilera, Gustavo Adolfo Ruegger, Alvaro Loureiro, Elena Zuasti, Claudia Pérez und Omar Varela. Armas wurde vielfach für seine Arbeiten ausgezeichnet. Zudem war sein Stück Feliz Día, Papá Gegenstand einer Studie Gabriela Tolettis an der Wiengate University in North Carolina. 2009 entstand auf Grundlage seiner beiden Werke Sus ojos se cerraron und Mujeres solas der Film El novio de la muerta.

## Werke
- 1965: En otro y último verano
- 1974: Carlitos del Mar
- 1977: ¿Conoce usted al Doctor Freud?
- 1979: Susana's Tango
- 1980: Juana de siempre
- 1981: Los soles amargos
- 1983: De las pequeñas cosas
- 1983: Todos los juegos, el juego
- 1985: Alias el Manco
- 1988: Pentágono
- 1989: Feliz Día, Papá
- 1990: Queridos cuervos
- 1990: Votar es un placer
- 1990: Montevideo, reír y llorar te veo
- 1990: La canción del soltero
- 1991: Se ruega no enviar coronas
- 1992: Sus ojos se cerraron
- 1992: Se ruega no enviar coronas
- 1992: Petunias Salvajes
- 1992: Gente como nosotros
- 1995: Apenas ayer
- 1996: La vida es una milonga
- 1996: Manos a la obra
- 1997: Atrás del MERCOSUR
- 1997: Dios salve a la señora
- 1999: Cosmópolis
- 1999: Día libre
- 2000: Extraños por la calle
- 2001: ¿Y si te canto canciones de amor?
- 2003: Rifar el Corazón
- 2003: Pagar el Pato (Tango para dos)
- 2004: Todos los juegos, el juego
- 2004: El clú de la Ivonne
- 2006: Cuentos al atardecer
- 2006: Para servirte mejor
- 2007: Trampas para divorciadas
- 2007: Pentágono
- 2007: Dos en la carretera
- 2008: Red Velvet
- 2009: Los raros
- 2009: Nelson Pino y las mujeres del tango
- 2009: La curva de la felicidad

## Auszeichnungen (Auszug)
- 1974: Preis für den besten Autoren beim VII Festival Infantil für Carlitos del Mar
- 1977: Finalist beim VII. Wettbewerb Tirso de Molina in Madrid mit ¿Conoce usted al Doctor Freud?
- 1980: Preis als bester Autor beim Zweiten Nationalen Theater-Festival für Kinder und Jugendliche (Segundo Festival Nacional de Teatro para la infancia y la juventud) für Juana de siempre
- 1981: Preis der Sociedad Uruguaya de Actores (SUA) für den besten Autoren mit Los soles amargos
- 1989: Erster Preis der Intendencia Municipal von Montevideo mit Feliz Día, Papá (nach anderer Quelle bereits 1988)
- 1991: Erster Preis der Asociación Uruguaya de Actores für Se ruega no enviar coronas
- 1992: Preis des Uruguayischen Bildungs- und Kulturministeriums (MEC) für Se ruega no enviar coronas
- 1993: Premio Florencio der Asociación de Críticos del Uruguay in der Sparte bester nationaler Autorentext für Se ruega no enviar coronas